# جوهانس أندرسن (ملحن)
جوهانس أندرسن (بالدنماركية: Johannes Andersen)‏ هو ملحن دنماركي، ولد في 1890، وتوفي في 1980.

## وصلات خارجية
- جوهانس أندرسن على موقع ميوزك برينز (الإنجليزية)